# Persone di nome Wilhelm
| Questa pagina contiene informazioni ricavate automaticamente dalle voci biografiche con l'ausilio del template Bio e di un bot. L'aggiornamento è periodico e automatico e ricostruisce completamente la pagina. Se manca una persona in questa lista, sei pregato di non aggiungerla, ma accertati piuttosto che la sua voce biografica contenga il template Bio e che i dati anagrafici siano correttamente compilati. Se il template Bio manca, inseriscilo tu stesso o, in alternativa, metti l'avviso {{tmp\|Bio}} che ne segnala la mancanza. Se i dati riportati sono sbagliati, correggi direttamente la voce biografica; le modifiche saranno visibili in questa lista entro pochi giorni. Per chiarimenti vedi il progetto antroponimi. La lista contiene solo le 413 persone che sono citate nell'enciclopedia e per le quali è stato implementato correttamente il template Bio. Pagina aggiornata al 6 ago 2025. |

Questa è una lista di persone presenti nell'enciclopedia che hanno il nome Wilhelm, suddivise per attività principale.

## Agronomi(1)
- Wilhelm Lauche, agronomo tedesco (Gartow, n. 1827 - † 1883)

## Allenatori di calcio(5)
- Wilhelm Hahnemann, allenatore di calcio e calciatore austriaco (Vienna, n. 1914 - Vienna, † 1991)
- Wim Jonk, allenatore di calcio, dirigente sportivo e ex calciatore olandese (Volendam, n. 1966)
- Wilhelm Kment, allenatore di calcio e calciatore austriaco (n. 1914 - † 2002)
- Wilhelm Kreuz, allenatore di calcio e ex calciatore austriaco (Vienna, n. 1949)
- Wilhelm Rady, allenatore di calcio ungherese (Budapest, n. 1893)

## Alpinisti(2)
- Wilhelm Fendt, alpinista tedesco (Monaco di Baviera, n. 1903 - Monaco di Baviera, † 1994)
- Willo Welzenbach, alpinista tedesco (Monaco di Baviera, n. 1899 - Nanga Parbat, † 1934)

## Ambasciatori(1)
- Wilhelm von Mirbach, ambasciatore e nobile austriaco (Bad Ischl, n. 1871 - Mosca, † 1918)

## Ammiragli(6)
- Wilhelm Canaris, ammiraglio tedesco (Aplerbeck, n. 1887 - Flossenbürg, † 1945)
- Wilhelm von Lans, ammiraglio tedesco (Gut Loosen, n. 1861 - Charlottenburg, † 1947)
- Wilhelm Marschall, ammiraglio tedesco (Augusta, n. 1886 - Mölln, † 1976)
- Wilhelm Souchon, ammiraglio tedesco (Lipsia, n. 1864 - Brema, † 1946)
- Wilhelm von Tegetthoff, ammiraglio austriaco (Marburgo, n. 1827 - Vienna, † 1871)
- Wilhelm Withöft, ammiraglio russo (Odessa, n. 1847 - Mar Giallo, † 1904)

## Arabisti(1)
- Wilhelm Ahlwardt, arabista tedesco (Greifswald, n. 1828 - Greifswald, † 1909)

## Archeologi(1)
- Wilhelm Fröhner, archeologo e numismatico tedesco (Karlsruhe, n. 1834 - Parigi, † 1925)

## Architetti(4)
- Wilhelm Dörpfeld, architetto e archeologo tedesco (Barmen, n. 1853 - Leucade, † 1940)
- Wilhelm Kreis, architetto tedesco (Eltville am Rhein, n. 1887 - Bad Honnef, † 1955)
- Wilhelm Ritter von Flattich, architetto austriaco (Stoccarda, n. 1826 - Vienna, † 1900)
- Wilhelm Stiassny, architetto austro-ungarico (Presburgo, n. 1842 - Bad Ischl, † 1910)

## Arcivescovi cattolici(1)
- Wilhelm Florentin von Salm-Salm, arcivescovo cattolico tedesco (Anholt, n. 1745 - Hahnbach, † 1810)

## Astrofisici(1)
- Wilhelm Anderson, astrofisico tedesco (Minsk, n. 1880 - Międzyrzecz, † 1940)

## Astronomi(5)
- Wilhelm Dieckvoß, astronomo tedesco (Amburgo, n. 1908 - Amburgo, † 1982)
- Wilhelm Julius Foerster, astronomo tedesco (Grünberg in Schlesien, n. 1832 - Bornim, † 1921)
- Wilhelm Gliese, astronomo tedesco (Goldberg, n. 1915 - Heidelberg, † 1993)
- Wilhelm Gotthelf Lohrmann, astronomo, cartografo e meteorologo tedesco (Dresda, n. 1796 - Dresda, † 1845)
- Oswald Lohse, astronomo tedesco (Lipsia, n. 1845 - Potsdam, † 1915)

## Attori(6)
- Wilhelm Bendow, attore tedesco (Einbeck, n. 1884 - Einbeck, † 1950)
- Dirk Dautzenberg, attore tedesco (Duisburg, n. 1921 - Wilhelmshaven, † 2009)
- Wilhelm Diegelmann, attore tedesco (Neuhof, n. 1861 - Berlino, † 1934)
- Wilhelm von Homburg, attore, pugile e wrestler tedesco (Berlino, n. 1940 - Puerto Vallarta, † 2004)
- Willy Millowitsch, attore, regista e cantante tedesco (Colonia, n. 1909 - Colonia, † 1999)
- Wilhelm Schürmann-Horster, attore, drammaturgo e regista tedesco (Colonia, n. 1900 - Berlino, † 1943)

## Aviatori(3)
- Wilhelm Batz, aviatore tedesco (Bamberga, n. 1916 - Mauschendorf, † 1988)
- Wilhelm Hippert, aviatore tedesco
- Wilhelm Reinhard, aviatore tedesco (Düsseldorf, n. 1891 - Adlershof, † 1918)

## Avvocati(4)
- Wilhelm Matthias Naeff, avvocato e politico svizzero (Altstätten, n. 1802 - Muri bei Bern, † 1881)
- Wilhelm Stuckart, avvocato tedesco (Wiesbaden, n. 1902 - Hannover, † 1953)
- Wilhelm von Ammon, avvocato tedesco (Memmingen, n. 1903 - Stoccarda, † 1992)
- Wilhelm von Bossi-Fedrigotti, avvocato e politico austriaco (Avio, n. 1823 - Borgo Sacco, † 1905)

## Banchieri(2)
- Wilhelm Beer, banchiere e astronomo tedesco (Berlino, n. 1797 - Berlino, † 1850)
- Wilhelm Christian Benecke von Gröditzberg, banchiere e collezionista d'arte tedesco (Francoforte sull'Oder, n. 1779 - † 1860)

## Bassi-baritoni(1)
- Emil Fischer, basso-baritono tedesco (Brunswick, n. 1838 - Amburgo, † 1914)

## Biologi(1)
- Wilhelm Roux, biologo tedesco (Jena, n. 1850 - Halle, † 1924)

## Boia(1)
- Wilhelm Röttger, boia tedesco (Hannover, n. 1894 - Hannover, † 1946)

## Botanici(7)
- Wilhelm Theodor Gümbel, botanico tedesco (Dannenfels, n. 1812 - Landau in der Pfalz, † 1858)
- William Hillebrand, botanico e medico tedesco (Nieheim, n. 1821 - Heidelberg, † 1886)
- Wilhelm Hofmeister, botanico e biologo tedesco (Lipsia, n. 1824 - Lindenau, † 1877)
- Wilhelm Ludvig Johannsen, botanico, biologo e genetista danese (Copenaghen, n. 1857 - † 1927)
- Wilhelm Friedrich Philipp Pfeffer, botanico tedesco (Grebenstein, n. 1845 - Lipsia, † 1920)
- Wilhelm Philippe Schimper, botanico francese (Dossenheim-sur-Zinsel, n. 1808 - Strasburgo, † 1880)
- Wilhelm Gerhard Walpers, botanico tedesco (Mühlhausen/Thüringen, n. 1816 - Berlino, † 1853)

## Calciatori(32)
- Willy Allemann, calciatore svizzero (n. 1942 - † 2009)
- Wilhelm Blunk, calciatore tedesco (n. 1902 - † 1975)
- Wilhelm Brekke, calciatore norvegese (n. 1887 - † 1938)
- Willy Busch, calciatore tedesco (n. 1907 - † 1982)
- Wilhelm Eipeldauer, calciatore austriaco (n. 1885 - † 1949)
- Wilhelm Eliassen, calciatore norvegese (Mo i Rana, n. 1935 - Hønefoss, † 2021)
- Wilhelm Falk, calciatore tedesco (Monaco di Baviera, n. 1898 - † 1961)
- Willy Fitz, calciatore austriaco (Vienna, n. 1918 - † 1993)
- Willi Giesemann, calciatore tedesco (Braunschweig, n. 1937 - Braunschweig, † 2024)
- Wilhelm Gros, calciatore tedesco (n. 1892 - † 1917)
- Wilhelm Góra, calciatore polacco (Bytom, n. 1916 - Amburgo, † 1975)
- Wilhelm Hansen, calciatore norvegese (n. 1895 - † 1974)
- Wilhelm Holec, calciatore austriaco (n. 1914 - † 1944)
- Willy Huber, calciatore svizzero (Zurigo, n. 1913 - † 1998)
- Wilhelm Huberts, calciatore e allenatore di calcio austriaco (Voitsberg, n. 1938 - † 2022)
- Wilhelm Loeper, calciatore svedese (n. 1998)
- Wilhelm Meisl, calciatore, pallanuotista e allenatore di calcio austriaco (Vienna, n. 1895 - † 1968)
- Wilhelm Neukom, calciatore svizzero (Sciaffusa, n. 1920 - Zurigo, † 1987)
- Wilhelm Nielsen, calciatore norvegese (n. 1901 - † 1960)
- Wilhelm Piec, calciatore polacco (Świętochłowice, n. 1915 - Świętochłowice, † 1954)
- Wilhelm Rønning, calciatore norvegese (n. 1895 - † 1983)
- Wilhelm Schmidt, calciatore e allenatore di calcio tedesco (Duisburg, n. 1923)
- Wilhelm Schmieger, calciatore austriaco (Vienna, n. 1887 - † 1950)
- Wilhelm Simetsreiter, calciatore tedesco (Monaco di Baviera, n. 1915 - Monaco di Baviera, † 2001)
- Wilhelm Sold, calciatore e allenatore di calcio tedesco (Saarbrücken, n. 1911 - Saarbrücken, † 1995)
- Wilhelm Strand, calciatore norvegese (n. 1892 - † 1975)
- Wilhelm Strassburger, calciatore tedesco (n. 1907 - † 1991)
- Wilhelm Sturm, calciatore tedesco (Bochum, n. 1940 - † 1996)
- Wilhelm Trautmann, calciatore tedesco (Mannheim, n. 1888 - † 1969)
- Wilhelm Vorsager, calciatore austriaco (Baden, n. 1997)
- Wilhelm Weihrauch, calciatore austriaco (n. 1886)
- Wilhelm Wrenger, ex calciatore tedesco (Essen, n. 1938)

## Canoisti(2)
- Wilhelm Baues, ex canoista tedesco (Mönchengladbach, n. 1948)
- Erich Hanisch, canoista tedesco (Berlino, n. 1909)

## Canottieri(4)
- Wilhelm Carstens, canottiere tedesco (Amburgo, n. 1869 - Amburgo, † 1941)
- Willy Düskow, canottiere tedesco (Berlino, n. 1879 - Westerland, † 1962)
- Willi Kaidel, canottiere tedesco (Schweinfurt, n. 1912 - Schweinfurt, † 1978)
- Willy Rösingh, canottiere olandese (Amsterdam, n. 1900 - Amsterdam, † 1976)

## Cardinali(1)
- Wilhelm Egon von Fürstenberg, cardinale, vescovo cattolico e abate tedesco (Heiligenberg, n. 1629 - Parigi, † 1704)

## Cavalieri(1)
- Willi Melliger, cavaliere svizzero (Buttwil, n. 1953 - † 2018)

## Cestisti(1)
- Willi Daume, cestista, dirigente sportivo e imprenditore tedesco (Hückeswagen, n. 1913 - Monaco di Baviera, † 1996)

## Chimici(11)
- Wilhelm Biltz, chimico tedesco (Berlino, n. 1877 - Heidelberg, † 1943)
- Wilhelm Gerard Burgers, chimico e fisico olandese (Arnhem, n. 1897 - L'Aja, † 1988)
- Rudolph Fittig, chimico tedesco (Amburgo, n. 1835 - Strasburgo, † 1910)
- Wilhelm Hisinger, chimico svedese (Västmanland, n. 1766 - Skinnskatteberg, † 1852)
- Wilhelm Homberg, chimico e medico olandese (Batavia, n. 1652 - Parigi, † 1715)
- Wilhelm Klemm, chimico tedesco (Góra, n. 1896 - Danzica, † 1985)
- Wilhelm Michler, chimico tedesco (Schmerbach, n. 1846 - Rio de Janeiro, † 1889)
- Wilhelm Ostwald, chimico tedesco (Riga, n. 1853 - Lipsia, † 1932)
- Wilhelm Pelikan, chimico, farmacista e medico austriaco (Pola, n. 1893 - Arlesheim, † 1981)
- Wilhelm Johann Schlenk, chimico tedesco (Monaco di Baviera, n. 1879 - Tubinga, † 1943)
- Wilhelm Traube, chimico tedesco (Racibórz, n. 1866 - Berlino, † 1942)

## Chirurghi(3)
- Wilhelm Baum, chirurgo tedesco (Elbląg, n. 1799 - Gottinga, † 1883)
- Wilhelm Fliess, chirurgo tedesco (Arnswalde, n. 1858 - Berlino, † 1928)
- Wilhelm Roser, chirurgo e oculista tedesco (Stoccarda, n. 1817 - Marburgo, † 1888)

## Ciclisti su strada(1)
- Wilhelm Siewert, ciclista su strada e pistard tedesco (n. 1883 - † 1948)

## Combinatisti nordici(1)
- Wilhelm Denifl, ex combinatista nordico austriaco (Rum, n. 1980)

## Compositori(8)
- Wilhelm Friedemann Bach, compositore e organista tedesco (Weimar, n. 1710 - Berlino, † 1784)
- Wilhelm Friedrich Ernst Bach, compositore e organista tedesco (Bückeburg, n. 1759 - Berlino, † 1845)
- Wilhelm Berger, compositore, pianista e direttore d'orchestra tedesco (Boston, n. 1861 - Jena, † 1911)
- Wilhelm Kienzl, compositore e direttore d'orchestra austriaco (Waizenkirchen, n. 1857 - Vienna, † 1941)
- Wilhelm Peterson-Berger, compositore, critico musicale e musicologo svedese (Ullånger, n. 1867 - Östersund, † 1942)
- Wilhelm Speyer, compositore tedesco (Francoforte sul Meno, n. 1790 - Offenbach am Main, † 1878)
- Wilhelm Stenhammar, compositore, pianista e direttore d'orchestra svedese (Stoccolma, n. 1871 - Jonsered, † 1927)
- Richard Wagner, compositore e poeta tedesco (Lipsia, n. 1813 - Venezia, † 1883)

## Compositori di scacchi(1)
- Wilhelm Massmann, compositore di scacchi tedesco (Preetz, n. 1895 - Kiel, † 1974)

## Danzatori(1)
- Wilhelm Burmann, ballerino tedesco (Oberhausen, n. 1939 - New York, † 2020)

## Designer(2)
- Wilhelm Hofmeister, designer tedesco (Stadthagen, n. 1912 - † 1978)
- Wilhelm Wagenfeld, designer tedesco (Brema, n. 1900 - Stoccarda, † 1990)

## Diplomatici(2)
- Wilhelm von Schoen, diplomatico tedesco (Worms, n. 1851 - Berchtesgaden, † 1933)
- Wilhelm Wassmuss, diplomatico e agente segreto tedesco (Ohlendorf, n. 1880 - Berlino, † 1931)

## Direttori d'orchestra(1)
- Wilhelm Gericke, direttore d'orchestra austriaco (Schwanberg, n. 1845 - Vienna, † 1925)

## Direttori della fotografia(1)
- Willy Goldberger, direttore della fotografia tedesco (Berlino, n. 1898 - Madrid, † 1961)

## Discoboli(2)
- Wulf Brunner, ex discobolo tedesco (Norimberga, n. 1962)
- Willy Schröder, discobolo tedesco (Magdeburgo, n. 1912 - Gersfeld, † 1990)

## Economisti(3)
- Wilhelm Lexis, economista e statistico tedesco (Eschweiler, n. 1837 - Gottinga, † 1914)
- Wilhelm Röpke, economista tedesco (Schwarmstedt, n. 1899 - Ginevra, † 1966)
- Wilhelm von Schröder, economista e politico tedesco (Königsberg, n. 1640 - Prešov, † 1688)

## Editori(2)
- Wilhelm Heinsius, editore tedesco (Lipsia, n. 1768 - Gera, † 1817)
- Wilhelm Spemann, editore tedesco (Unna, n. 1844 - Stoccarda, † 1910)

## Educatori(1)
- Wilhelm von Schwarz-Senborn, educatore, economista e nobile austriaco (Vienna, n. 1816 - Hinterbrühl, † 1903)

## Egittologi(1)
- Wilhelm Spiegelberg, egittologo tedesco (Hannover, n. 1870 - Monaco di Baviera, † 1930)

## Entomologi(1)
- Wilhelm Ferdinand Erichson, entomologo tedesco (Stralsund, n. 1809 - Berlino, † 1848)

## Etnologi(2)
- Wilhelm Mannhardt, etnologo tedesco (Friedrichstadt, n. 1831 - Danzica, † 1880)
- Wilhelm Schmidt, etnologo, antropologo e linguista austriaco (Hörde, n. 1868 - Friburgo, † 1954)

## Filologi(17)
- Wilhelm Braune, filologo e filosofo tedesco (Großthiemig, n. 1850 - Heidelberg, † 1926)
- Wilhelm von Christ, filologo classico tedesco (Geisenheim, n. 1831 - Monaco di Baviera, † 1906)
- Wilhelm Paul Corssen, filologo classico tedesco (Brema, n. 1820 - † 1875)
- Wilhelm Crönert, filologo classico e papirologo tedesco (Traben, n. 1874 - Horbach, † 1942)
- Wilhelm Theodor Elwert, filologo e metricista tedesco (Stoccarda, n. 1906 - Magonza, † 1997)
- Wilhelm Grimm, filologo, linguista e scrittore tedesco (Hanau, n. 1786 - Berlino, † 1859)
- Wilhelm Henzen, filologo e epigrafista tedesco (Brema, n. 1816 - Roma, † 1887)
- Wilhelm Kroll, filologo classico tedesco (Ząbkowice Śląskie, n. 1869 - Berlino, † 1939)
- Wilhelm Meyer, filologo classico e latinista tedesco (Spira, n. 1845 - Gottinga, † 1917)
- Wilhelm Konrad Hermann Müller, filologo e scrittore tedesco (Holzminden, n. 1812 - Gottinga, † 1890)
- Wilhelm Nestle, filologo classico e storico delle religioni tedesco (Stoccarda, n. 1865 - † 1959)
- Wilhelm H. Roscher, filologo classico tedesco (Gottinga, n. 1845 - Dresda, † 1923)
- Wilhelm Scherer, filologo e storico della letteratura austriaco (Schönborn, n. 1841 - Berlino, † 1886)
- Wilhelm Studemund, filologo classico tedesco (Stettino, n. 1843 - Breslavia, † 1889)
- Wilhelm Wachsmuth, filologo tedesco (Hildesheim, n. 1784 - Lipsia, † 1866)
- Wilhelm Wackernagel, filologo tedesco (Berlino, n. 1806 - Basilea, † 1869)
- Theodor Bergk, filologo classico tedesco (Lipsia, n. 1812 - Ragaz, † 1881)

## Filosofi(5)
- Wilhelm Dilthey, filosofo e psicologo tedesco (Wiesbaden, n. 1833 - Siusi allo Sciliar, † 1911)
- Wilhelm Kamlah, filosofo tedesco (Neugattersleben, n. 1905 - Erlangen, † 1976)
- Wilhelm Schuppe, filosofo tedesco (Brieg, n. 1836 - Breslavia, † 1913)
- Wilhelm Weischedel, filosofo tedesco (Francoforte sul Meno, n. 1905 - Berlino, † 1975)
- Wilhelm Windelband, filosofo tedesco (Potsdam, n. 1848 - Heidelberg, † 1915)

## Fisici(4)
- Wilhelm Hallwachs, fisico tedesco (Darmstadt, n. 1859 - Dresda, † 1922)
- Wilhelm Conrad Röntgen, fisico tedesco (Lennep, n. 1845 - Monaco di Baviera, † 1923)
- Wilhelm Eduard Weber, fisico tedesco (Wittenberg, n. 1804 - Gottinga, † 1891)
- Wilhelm Wien, fisico tedesco (Fischhausen, n. 1864 - Monaco di Baviera, † 1928)

## Fisiologi(1)
- Wilhelm Kühne, fisiologo tedesco (Amburgo, n. 1837 - Heidelberg, † 1900)

## Fotografi(4)
- Wilhelm Brasse, fotografo polacco (Żywiec, n. 1917 - Żywiec, † 2012)
- Wilhelm von Gloeden, fotografo tedesco (Wismar, n. 1856 - Taormina, † 1931)
- Wilhelm von Plüschow, fotografo tedesco (Wismar, n. 1852 - Berlino, † 1930)
- Willy Otto Zielke, fotografo, regista e produttore cinematografico tedesco (Łódź, n. 1902 - Bad Pyrmont, † 1989)

## Generali(32)
- Wilhelm Behrens, generale tedesco (Berlino, n. 1888 - Lotte, † 1968)
- Wilhelm Sebastian von Belling, generale prussiano (Paulsdorf, n. 1719 - Stolp, † 1779)
- Wilhelm Berlin, generale tedesco (Colonia, n. 1889 - Amburgo, † 1987)
- Wilhelm Bittrich, generale tedesco (Wernigerode, n. 1894 - Wolfratshausen, † 1979)
- Wilhelm Dietrich von Buddenbrock, generale prussiano (Tilsemischken, n. 1672 - Breslavia, † 1757)
- Wilhelm Burgdorf, generale tedesco (Fürstenwalde, n. 1895 - Berlino, † 1945)
- Wilhelm Crisolli, generale tedesco (Berlino, n. 1895 - Porretta Terme, † 1944)
- Wilhelm von Dörnberg, generale, rivoluzionario e diplomatico tedesco (Bad Hersfeld, n. 1768 - Münster, † 1850)
- Wilhelm Fahrmbacher, generale tedesco (Zweibrücken, n. 1888 - Garmisch-Partenkirchen, † 1970)
- Wilhelm Falley, generale tedesco (Metz, n. 1897 - Picauville, † 1944)
- Wilhelm Gayling von Altheim, generale tedesco (Karlsruhe, n. 1786 - Karlsruhe, † 1861)
- Colmar von der Goltz, generale e scrittore tedesco (Bielkenfeld, n. 1843 - Baghdad, † 1916)
- Wilhelm Harster, generale e agente segreto tedesco (Kelheim, n. 1904 - Monaco di Baviera, † 1991)
- Wilhelm Hasse, generale tedesco (Neiße, n. 1894 - Písek, † 1945)
- Wilhelm Heun, generale tedesco (Herborn, n. 1895 - Gottinga, † 1986)
- Wilhelm Keitel, generale e criminale di guerra tedesco (Helmscherode, n. 1882 - Norimberga, † 1946)
- Wilhelm Lothar Maria von Kerpen, generale austriaco (Illingen, n. 1761 - Vienna, † 1823)
- Wilhelm von Knyphausen, generale tedesco (Lütetsburg, n. 1716 - Kassel, † 1800)
- Wilhelm von Lebzeltern, generale e politico austriaco (Černivci, n. 1787 - Vienna, † 1869)
- Wilhelm Ritter von Leeb, generale tedesco (Landsberg am Lech, n. 1876 - Füssen, † 1956)
- Wilhelm Mohnke, generale tedesco (Lubecca, n. 1911 - Damp, † 2001)
- Wilhelm Reinhard von Neipperg, generale austriaco (n. 1684 - Vienna, † 1774)
- Wilhelm Raapke, generale tedesco (Marienwerder, n. 1896 - Amburgo, † 1970)
- Wilhelm Rupprecht, generale tedesco (Fürth, n. 1890 - Fürth, † 1967)
- Wilhelm Schmalz, generale tedesco (Reußen, n. 1901 - Braunfels, † 1983)
- Wilhelm Schneckenburger, generale tedesco (Tubinga, n. 1891 - Belgrado, † 1944)
- Wilhelm Speidel, generale tedesco (Metzingen, n. 1895 - Nürtingen, † 1970)
- Wilhelm Stemmermann, generale tedesco (Rastatt, n. 1888 - Čerkasy, † 1944)
- Wilhelm Süssmann, generale tedesco (Usedom, n. 1891 - Creta, † 1941)
- Wilhelm von Thoma, generale tedesco (Dachau, n. 1891 - Dachau, † 1948)
- Wilhelm Wegener, generale tedesco (Trebatsch, n. 1895 - Valmiera, † 1944)
- Wilhelm Wetzel, generale tedesco (Sarbsk, n. 1888 - Amburgo, † 1964)

## Geografi(2)
- Wilhelm Credner, geografo tedesco (Greifswald, n. 1892 - Monaco di Baviera, † 1948)
- Wilhelm Filchner, geografo, esploratore e scrittore tedesco (Bayreuth, n. 1877 - Zurigo, † 1957)

## Geologi(3)
- Wilhelm Ludwig von Eschwege, geologo, geografo e mineralogista tedesco (Aue, n. 1777 - Wolfsanger, † 1855)
- Wilhelm Paulcke, geologo, scialpinista e alpinista tedesco (Lipsia, n. 1873 - Karlsruhe, † 1949)
- Wilhelm Reiss, geologo e esploratore tedesco (Mannheim, n. 1838 - Burg Könitz, † 1908)

## Ginecologi(1)
- Wilhelm Alexander Freund, ginecologo tedesco (Krapkowice, n. 1833 - Berlino, † 1917)

## Ginnasti(3)
- Wilhelm Lemke, ginnasta e multiplista tedesco (n. 1884)
- Wilhelm Stadel, ginnasta tedesco (Costanza, n. 1912 - Ravensburg, † 1999)
- Wilhelm Zabel, ginnasta e multiplista statunitense

## Giornalisti(2)
- Wilhelm Genazino, giornalista e scrittore tedesco (Mannheim, n. 1943 - Francoforte sul Meno, † 2018)
- Wilhelm Guddorf, giornalista e antifascista belga (Melle, n. 1902 - Berlino, † 1943)

## Giuristi(2)
- Wilhelm Eduard Albrecht, giurista tedesco (Elbing, n. 1800 - Lipsia, † 1876)
- Wilhelm Horborch, giurista tedesco (Roma, † 1384)

## Hockeisti su ghiaccio(1)
- Wilhelm Petersén, hockeista su ghiaccio svedese (Stoccolma, n. 1906 - Nacka, † 1988)

## Imprenditori(7)
- Willy Bogner, imprenditore, regista cinematografico e dirigente sportivo tedesco (Monaco di Baviera, n. 1942)
- Eugen Hartmann, imprenditore tedesco (Nürtingen, n. 1853 - Monaco di Baviera, † 1915)
- Wilhelm Karmann, imprenditore tedesco (Krefeld, n. 1874 - Osnabrück, † 1952)
- Wilhelm Küchler, imprenditore e politico tedesco (Francoforte, n. 1936)
- Wilhelm von Opel, imprenditore tedesco (Rüsselsheim am Main, n. 1871 - Wiesbaden, † 1948)
- Willi Weber, imprenditore tedesco (Ratisbona, n. 1942)
- Wilhelm Wimpff, imprenditore tedesco (Stoccarda, n. 1839 - Stoccarda, † 1903)

## Incisori(1)
- Wilhelm von Kobell, incisore, disegnatore e pittore tedesco (Mannheim, n. 1766 - Monaco di Baviera, † 1853)

## Ingegneri(4)
- Oskar Barnack, ingegnere tedesco (Lynow, n. 1879 - Bad Nauheim, † 1936)
- Max Braun, ingegnere, inventore e imprenditore tedesco (Schillgallen, n. 1890 - Francoforte sul Meno, † 1951)
- Wilhelm Kissel, ingegnere tedesco (Haßloch, n. 1885 - Überlingen, † 1942)
- Wilhelm Sabersky-Müssigbrodt, ingegnere aeronautico tedesco

## Insegnanti(1)
- Wilhelm Abel, insegnante tedesco (Bütow, n. 1904 - Gottinga, † 1985)

## Inventori(2)
- Wilhelm Emil Fein, inventore e imprenditore tedesco (Ludwigsburg, n. 1842 - Stoccarda, † 1898)
- Wilhelm Mauser, inventore tedesco (Obendorf am Neckar, n. 1834 - † 1882)

## Letterati(1)
- Simon Guttmann, letterato tedesco (Vienna, n. 1891 - Londra, † 1990)

## Linguisti(1)
- Wilhelm Meyer-Lübke, linguista e filologo svizzero (Dübendorf, n. 1861 - Bonn, † 1936)

## Magistrati(2)
- Wilhelm Hoegner, giudice e politico tedesco (Monaco di Baviera, n. 1887 - † 1980)
- Wilhelm Malaniuk, giudice e giurista austriaco (n. 1906 - † 1965)

## Matematici(6)
- Wilhelm Ackermann, matematico tedesco (Herscheid, n. 1896 - Lüdenscheid, † 1962)
- Wilhelm Cauer, matematico e fisico tedesco (Berlino, n. 1900 - Berlino, † 1945)
- Wilhelm Killing, matematico tedesco (Burbach, n. 1847 - Münster, † 1923)
- Wilhelm Franz Meyer, matematico tedesco (Magdeburgo, n. 1856 - Königsberg, † 1934)
- Wilhelm Süss, matematico tedesco (Francoforte sul Meno, n. 1895 - Friburgo in Brisgovia, † 1958)
- Wilhelm Wirtinger, matematico austriaco (Ybbs an der Donau, n. 1865 - Ybbs an der Donau, † 1945)

## Medici(10)
- Wilhelm Ebstein, medico tedesco (Jawor, n. 1836 - Gottinga, † 1912)
- Wilhelm Ederle, medico e psichiatra tedesco (Bissingen an der Teck, n. 1901 - Tubinga, † 1966)
- Wilhelm His, medico svizzero (Basilea, n. 1831 - Lipsia, † 1904)
- Wilhelm His, medico svizzero (Basilea, n. 1863 - Riehen, † 1934)
- Wilhelm Kiesselbach, medico tedesco (Hanau, n. 1839 - Erlangen, † 1902)
- Wilhelm Daniel Joseph Koch, medico e botanico tedesco (Kusel, n. 1771 - Erlangen, † 1849)
- Wilhelm Olivier Leube, medico tedesco (Ulma, n. 1842 - Langenargen, † 1922)
- Wilhelm Reich, medico, psichiatra e psicoanalista austriaco (Dobzau, n. 1897 - Lewisburg, † 1957)
- Wilhelm Stekel, medico, psicologo e psicoanalista austriaco (Boiany, n. 1868 - Londra, † 1940)
- Wilhelm Weinberg, medico tedesco (Stoccarda, n. 1862 - Tubinga, † 1937)

## Mercanti(1)
- Wilhelm Benecke, mercante e saggista tedesco (Hannover, n. 1776 - Heidelberg, † 1837)

## Meteorologi(1)
- Wilhelm Jacob van Bebber, meteorologo tedesco (Grieth, n. 1841 - Amburgo, † 1909)

## Mezzofondisti(2)
- Willy Schärer, mezzofondista svizzero (Berna, n. 1903 - Berna, † 1982)
- Willi Wülbeck, ex mezzofondista tedesco (Oberhausen, n. 1954)

## Micologi(1)
- Wilhelm Gustav Franz Herter, micologo e botanico tedesco (Berlino, n. 1884 - Amburgo, † 1958)

## Militari(20)
- Wilhelm Bahr, militare tedesco (Gleschendorf, n. 1907 - Hameln, † 1946)
- Wilhelm Beck, militare tedesco (Bitz, n. 1919 - Caen, † 1944)
- Wilhelm von Biela, ufficiale e astronomo austriaco (Roßla, n. 1782 - Venezia, † 1856)
- Paul Blobel, militare e criminale di guerra tedesco (Potsdam, n. 1894 - Landsberg am Lech, † 1951)
- Wilhelm Boger, militare tedesco (Zuffenhausen, n. 1906 - Bietigheim-Bissingen, † 1977)
- Wilhelm Brückner, militare tedesco (Baden-Baden, n. 1884 - Nußdorf, † 1954)
- Wilhelm Cornides, militare tedesco (n. 1920 - † 1966)
- Wilhelm Dommes, militare tedesco (Buchberg, n. 1907 - Hannover, † 1990)
- Wilhelm Frankl, militare e aviatore tedesco (Amburgo, n. 1893 - Vitry-Sailly, † 1917)
- Wilhelm Heidkamp, militare tedesco (Herkenrath, n. 1883 - Untereschbach, † 1931)
- Wilhelm Hertenstein, militare svizzero (Kyburg, n. 1825 - Berna, † 1888)
- Wilm Hosenfeld, militare tedesco (Hünfeld, n. 1895 - Stalingrado, † 1952)
- Wilhelm Johnen, militare e aviatore tedesco (Homberg-Meiersberg, n. 1921 - Überlingen, † 2002)
- Wilhelm Joswig, militare e aviatore tedesco (Klein-Zechen, n. 1912 - Stoccarda, † 1989)
- Wilhelm Langkeit, ufficiale tedesco (Schuchten, n. 1907 - Bad Bramstedt, † 1969)
- Wilhelm Oxenius, militare tedesco (Kassel, n. 1912 - Germania Ovest, † 1979)
- Wilhelm Ramming von Riedkirchen, militare austriaco (Nemoschitz, n. 1815 - Karlsbad, † 1876)
- Wilhelm von Roggendorf, militare austriaco (n. 1481 - † 1541)
- Wilhelm Zander, militare tedesco (Saarbrücken, n. 1911 - Monaco di Baviera, † 1974)
- Wilhelm Zoepf, militare tedesco (Monaco di Baviera, n. 1908 - Straubing, † 1980)

## Mineralogisti(3)
- Wilhelm August Julius Albert, mineralogista e inventore tedesco (Hannover, n. 1787 - Klausthal, † 1846)
- Wilhelm Josef Grailich, mineralogista austriaco (Bratislava, n. 1829 - Vienna, † 1859)
- Wilhelm Karl Ritter von Haidinger, mineralogista, geologo e fisico austriaco (Vienna, n. 1795 - Vienna, † 1871)

## Musicisti(2)
- Bill Leeb, musicista austriaco (Vienna, n. 1966)
- Wilhelm Christian Müller, musicista, insegnante e viaggiatore tedesco (Wasungen, n. 1752 - Brema, † 1831)

## Naturalisti(3)
- Wilhelm Moritz Keferstein, naturalista, zoologo e erpetologo tedesco (Winsen, n. 1833 - Gottinga, † 1870)
- Eduard Rüppell, naturalista, zoologo e esploratore tedesco (Francoforte sul Meno, n. 1794 - Francoforte sul Meno, † 1884)
- Wilhelm Weingart, naturalista e botanico tedesco (Hildburghausen, n. 1856 - Georgenthal, † 1936)

## Neurologi(2)
- Wilhelm Heinrich Erb, neurologo tedesco (Winnweiler, n. 1840 - † 1921)
- Wilhelm Griesinger, neurologo e psichiatra tedesco (Stoccarda, n. 1817 - Berlino, † 1868)

## Nobili(3)
- Archibald Douglas, nobile, militare e politico svedese (Stjärnorp, n. 1883 - Grensholm, † 1960)
- Wilhelm von Vrymersheim, nobile tedesco
- Wilhelm von der Wense, nobile e filosofo tedesco (n. 1586 - † 1641)

## Nuotatori(1)
- Wilhelm Lützow, nuotatore tedesco (Oberrad, n. 1892 - Tahure, † 1915)

## Oculisti(1)
- Wilhelm Uhthoff, oculista tedesco (Klein-Warin, n. 1853 - Breslavia, † 1927)

## Orientalisti(1)
- Wilhelm Tomaschek, orientalista, geografo e storico ceco (Olomouc, n. 1841 - Vienna, † 1901)

## Paleontologi(1)
- Wilhelm Dames, paleontologo tedesco (Słupsk, n. 1843 - Berlino, † 1898)

## Pallamanisti(1)
- Wilhelm Baumann, pallamanista tedesco (Berlino, n. 1912 - † 1990)

## Pallanuotisti(2)
- Wilhelm Hawlik, pallanuotista austriaco (n. 1909)
- Willi Sturm, pallanuotista tedesco (Strekov, n. 1928 - † 1993)

## Pianisti(2)
- Wilhelm Backhaus, pianista tedesco (Lipsia, n. 1884 - Villach, † 1969)
- Wilhelm Kempff, pianista, organista e compositore tedesco (Jüterbog, n. 1895 - Positano, † 1991)

## Piloti automobilistici(1)
- Willi Heeks, pilota automobilistico tedesco (Moorlage, n. 1922 - Bocholt, † 1996)

## Piloti motociclistici(1)
- Wilhelm Noll, pilota motociclistico tedesco (Kirchhain, n. 1926 - Kirchhain, † 2017)

## Pistard(1)
- Willi Fuggerer, pistard tedesco (Norimberga, n. 1941 - † 2015)

## Pittori(12)
- Wilhelm August Christian Abel, pittore tedesco (Zerbst, n. 1748 - † 1803)
- Wilhelm Amandus Beer, pittore tedesco (Francoforte sul Meno, n. 1837 - Francoforte sul Meno, † 1907)
- Wilhelm Dahlbom, pittore svedese (Lund, n. 1855 - Snogeröd, † 1928)
- Otto Dix, pittore tedesco (Gera, n. 1891 - Singen, † 1969)
- Wilhelm Gail, pittore tedesco (Monaco di Baviera, n. 1804 - Monaco di Baviera, † 1890)
- Wilhelm Gallhof, pittore tedesco (Iserlohn, n. 1878 - † 1918)
- Wilhelm von Kaulbach, pittore tedesco (Bad Arolsen, n. 1805 - Monaco di Baviera, † 1874)
- Wilhelm Leibl, pittore tedesco (Colonia, n. 1844 - Würzburg, † 1900)
- Wilhelm List, pittore e incisore austriaco (Vienna, n. 1864 - Vienna, † 1918)
- Wilhelm August Rieder, pittore austriaco (Oberdöbling, n. 1796 - Vienna, † 1880)
- Wilhelm Hensel, pittore tedesco (Trebbin, n. 1794 - Berlino, † 1861)
- Wilhelm von Abbema, pittore e incisore tedesco (Krefeld, n. 1812 - Düsseldorf, † 1889)

## Poeti(3)
- Wilhelm Klemm, poeta tedesco (Lipsia, n. 1881 - Wiesbaden, † 1968)
- Wilhelm Küchelbecker, poeta russo (San Pietroburgo, n. 1797 - Tobol'sk, † 1846)
- Wilhelm Waiblinger, poeta tedesco (Heilbronn, n. 1804 - Roma, † 1830)

## Politici(25)
- Wilhelm Blos, politico, scrittore e giornalista tedesco (Wertheim, n. 1849 - Stoccarda, † 1927)
- Wilhelm Frimann Koren Christie, politico norvegese (Kristiansund, n. 1778 - Bergen, † 1849)
- Wilhelm Cuno, politico tedesco (Suhl, n. 1876 - Aumühle, † 1933)
- Wilhelm Dittmann, politico tedesco (Eutin, n. 1874 - Bonn, † 1954)
- Wilhelm von Edelsheim, politico e diplomatico tedesco (Hanau, n. 1737 - Karlsruhe, † 1793)
- Gaius de Gaay Fortman, politico, funzionario e giurista olandese (Amsterdam, n. 1911 - L'Aia, † 1997)
- Wilhelm Frick, politico e criminale di guerra tedesco (Alsenz, n. 1877 - Norimberga, † 1946)
- Wilhelm Gustloff, politico tedesco (Schwerin, n. 1895 - Davos, † 1936)
- Wilhelm Anton von Klewitz, politico prussiano (Magdeburgo, n. 1760 - Magdeburgo, † 1838)
- Wilhelm Kube, politico tedesco (Glogau, n. 1887 - Minsk, † 1943)
- Wilhelm Leuschner, politico tedesco (Bayreuth, n. 1890 - Berlino, † 1944)
- Wilhelm Liebknecht, politico e giornalista tedesco (Gießen, n. 1826 - Berlino, † 1900)
- Wilhelm Marx, politico tedesco (Colonia, n. 1863 - Bonn, † 1946)
- Wilhelm Miklas, politico e insegnante austriaco (Krems an der Donau, n. 1872 - Vienna, † 1956)
- Wilhelm Molterer, politico austriaco (Steyr, n. 1955)
- Willi Münzenberg, politico tedesco (Erfurt, n. 1889 - Saint-Marcellin, † 1940)
- Wilhelm Ohnesorge, politico tedesco (Gräfenhainichen, n. 1872 - Monaco di Baviera, † 1962)
- Wilhelm Christian Raster, politico e traduttore tedesco (Zerbst, n. 1776)
- Willi Ritterbusch, politico tedesco (Werdau, n. 1892 - Skelund, † 1981)
- Norbert Schmelzer, politico e imprenditore olandese (Rotterdam, n. 1921 - Sankt Ingbert, † 2008)
- Wilhelm Solf, politico e diplomatico tedesco (Berlino, n. 1862 - Berlino, † 1936)
- Wilhelm Verwoerd, politico sudafricano (Stellenbosch, n. 1964)
- Wilhelm von Bismarck, politico, militare e nobile tedesco (Francoforte sul Meno, n. 1852 - Varzin, † 1901)
- Wilhelm Zaisser, politico tedesco (Gelsenkirchen, n. 1893 - Berlino Est, † 1958)
- Wilhelm von Walther, politico austriaco (Bolzano, n. 1870 - Bolzano, † 1958)

## Poliziotti(2)
- Wilhelm Fuchs, poliziotto tedesco (Mannheim, n. 1898 - Belgrado, † 1947)
- Wilhelm Krützfeld, poliziotto tedesco (Horndorf presso Seedorf, n. 1880 - Berlino, † 1953)

## Presbiteri(1)
- Wilhelm Bertrams, presbitero e teologo tedesco (Essen, n. 1907 - Münster, † 1955)

## Principi(1)
- Wilhelm von Waldburg-Zeil, principe e politico tedesco (Isny im Allgäu, n. 1835 - Leutkirch im Allgäu, † 1906)

## Profumieri(1)
- Wilhelm Mülhens, profumiere tedesco (Troisdorf, n. 1762 - Colonia, † 1841)

## Progettisti(1)
- Willy Messerschmitt, progettista, imprenditore e ingegnere tedesco (Francoforte sul Meno, n. 1898 - Monaco di Baviera, † 1978)

## Psicologi(1)
- Wilhelm Wundt, psicologo, fisiologo e filosofo tedesco (Mannheim, n. 1832 - Lipsia, † 1920)

## Registi(2)
- Willi Forst, regista, attore e cantante austriaco (Vienna, n. 1903 - Vienna, † 1980)
- Wilhelm Thiele, regista e sceneggiatore austriaco (Vienna, n. 1890 - Woodland Hills, † 1975)

## Religiosi(1)
- Wilhelm Anton Neumann, religioso e archeologo austriaco (Vienna, n. 1837 - Mödling, † 1919)

## Rivoluzionari(1)
- Wilhelm Weitling, rivoluzionario tedesco (Magdeburgo, n. 1808 - New York, † 1871)

## Scacchisti(1)
- Wilhelm Steinitz, scacchista austriaco (Praga, n. 1836 - New York, † 1900)

## Scienziati(2)
- Wilhelm Jordan, scienziato tedesco (Ellwangen, n. 1842 - Hannover, † 1899)
- Wilhelm Schickard, scienziato tedesco (Herrenberg, n. 1592 - Tubinga, † 1635)

## Scrittori(10)
- Wilhelm Benignus, scrittore tedesco (Heilbronn, n. 1861 - Atlantic City, † 1930)
- Wilhelm Fredemann, scrittore e pedagogo tedesco (Melle, n. 1897 - Melle, † 1984)
- Wilhelm Hauff, scrittore tedesco (Stoccarda, n. 1802 - Stoccarda, † 1827)
- Wilhelm Heinse, scrittore tedesco (Langewiesen, n. 1749 - Aschaffenburg, † 1803)
- Wilhelm Jensen, scrittore tedesco (Heiligenhafen, n. 1837 - Monaco, † 1911)
- Wilhelm Meyer-Förster, scrittore e commediografo tedesco (Hannover, n. 1862 - Heringsdorf, † 1934)
- Wilhelm Raabe, scrittore tedesco (Eschershausen, n. 1831 - Braunschweig, † 1910)
- Wilhelm Szewczyk, scrittore, poeta e traduttore polacco (Czuchów, n. 1916 - Katowice, † 1991)
- Wilhelm Heinrich Wackenroder, scrittore e giurista tedesco (Berlino, n. 1773 - Berlino, † 1798)
- Wilhelm Hertz, scrittore, storico e paroliere tedesco (Stoccarda, n. 1835 - Monaco di Baviera, † 1902)

## Scultori(4)
- Wilhelm Lehmbruck, scultore e pittore tedesco (Duisburg, n. 1881 - Berlino, † 1919)
- Wilhelm Marstrand, scultore danese (Copenaghen, n. 1810 - Copenaghen, † 1873)
- Wilhelm von Rümann, scultore e medaglista tedesco (Hannover, n. 1850 - Ajaccio, † 1906)
- Wilhelm Wandschneider, scultore tedesco (Plau am See, n. 1866 - Plau am See, † 1942)

## Sindacalisti(1)
- Wilhelm Haferkamp, sindacalista e politico tedesco (Duisburg, n. 1923 - Bruxelles, † 1995)

## Sociologi(1)
- Wilhelm Wolff, sociologo tedesco (Tarnów, n. 1809 - Manchester, † 1864)

## Sollevatori(3)
- Wilhelm Flenner, sollevatore austriaco (n. 1922 - † 1995)
- Wilhelm Hafenscher, sollevatore austriaco (Vösendorf, n. 1929 - Biedermannsdorf, † 1952)
- Willi Reinfrank, sollevatore tedesco (Mannheim, n. 1903 - Volgograd, † 1943)

## Storici(10)
- Wilhelm Altmann, storico e musicologo tedesco (Odolanów, n. 1862 - Hildesheim, † 1951)
- Wilhelm Arndt, storico tedesco (Łobżenica, n. 1838 - Lipsia, † 1895)
- Wilhelm Adolf Becker, storico tedesco (Dresda, n. 1796 - Meißen, † 1846)
- Wilhelm Erben, storico e medievista austriaco (Salisburgo, n. 1864 - Graz, † 1933)
- Wilhelm Kubitschek, storico, archeologo e numismatico austriaco (Presburgo, n. 1858 - Vienna, † 1936)
- Wilhelm Levison, storico tedesco (Düsseldorf, n. 1876 - Durham, † 1947)
- Wilhelm Oncken, storico tedesco (Heidelberg, n. 1838 - Gießen, † 1905)
- Wilhelm G.F. Roscher, storico e economista tedesco (Hannover, n. 1817 - Lipsia, † 1894)
- Wilhelm Adolf Schmidt, storico tedesco (Berlino, n. 1812 - Jena, † 1887)
- Wilhelm Wattenbach, storico e archivista tedesco (Rantzau, n. 1819 - Francoforte sul Meno, † 1897)

## Storici dell'arte(3)
- Wilhelm Gottlieb Becker, storico dell'arte, numismatico e scrittore tedesco (Oberkallenberg, n. 1753 - Dresda, † 1813)
- William Suida, storico dell'arte e collezionista d'arte austriaco (Neunkirchen, n. 1870 - New York, † 1959)
- Wilhelm Worringer, storico dell'arte tedesco (Aquisgrana, n. 1881 - Monaco di Baviera, † 1965)

## Storici della filosofia(1)
- Wilhelm Gottlieb Tennemann, storico della filosofia tedesco (Kleinbrembach, n. 1761 - Marburgo, † 1819)

## Tennisti(1)
- Wilhelm Bungert, ex tennista tedesco (Mannheim, n. 1939)

## Teologi(4)
- Wilhelm Heinrich Erbkam, teologo tedesco (Glogau, n. 1810 - Königsberg, † 1884)
- Wilhelm Martin Leberecht de Wette, teologo e biblista tedesco (Nohra, n. 1780 - Basilea, † 1849)
- Wilhelm Schneemelcher, teologo tedesco (Berlino, n. 1914 - Bad Honnef, † 2003)
- Wilhelm Abraham Teller, teologo tedesco (Lipsia, n. 1734 - † 1804)

## Tiratori di fune(2)
- Wilhelm Born, tiratore di fune e lottatore tedesco (n. 1881)
- Wilhelm Dörr, tiratore di fune, multiplista e discobolo tedesco (Francoforte sul Meno, n. 1881 - Francoforte sul Meno, † 1955)

## Umoristi(1)
- Wilhelm Busch, umorista, pittore e poeta tedesco (Wiedensahl, n. 1832 - Mechtshausen, † 1908)

## Velisti(1)
- Wilhelm Kuhweide, ex velista tedesco (Berlino, n. 1943)

## Velocisti(1)
- Wilhelm Leichum, velocista e lunghista tedesco (Neu-Isenburg, n. 1911 - Nižnij Novgorod, † 1941)

## Vescovi cattolici(6)
- Wilhelm Anton von der Asseburg, vescovo cattolico tedesco (Castello di Hinnenburg, n. 1707 - Paderborn, † 1782)
- Wilhelm Egger, vescovo cattolico italiano (Innsbruck, n. 1940 - Bolzano, † 2008)
- Wilhelm Michel Ellis, vescovo cattolico olandese (Willemstad, n. 1926 - Willemstad, † 2003)
- Wilhelm Emmanuel von Ketteler, vescovo cattolico, teologo e politico tedesco (Münster, n. 1811 - Burghausen, † 1877)
- Wilhelm Krautwaschl, vescovo cattolico austriaco (Gleisdorf, n. 1963)
- Wilhelm von Leslie, vescovo cattolico austriaco (Ecosse, n. 1657 - Lubiana, † 1727)

## Violinisti(4)
- Wilhelm Anton Christian Carl Abel, violinista e pittore tedesco (Braunschweig - Flensburgo, † 1795)
- Wilhelm Cramer, violinista e direttore d'orchestra tedesco (Mannheim, n. 1746 - Londra, † 1799)
- Bernhard Molique, violinista e compositore tedesco (Norimberga, n. 1802 - Stoccarda, † 1869)
- Wilhelm Joseph von Wasielewski, violinista e critico musicale tedesco (Grossleesen, n. 1822 - Sondershausen, † 1896)

## Zoologi(1)
- Wilhelm Peters, zoologo, esploratore e medico tedesco (Koldenbüttel, n. 1815 - Berlino, † 1883)

## Senza attività specificata(5)
- Walter-Wilhelm Cramer, tedesco (Lipsia, n. 1886 - Berlino, † 1944)
- Wilhelm Heckel, tedesco (Biebrich, n. 1879 - † 1952)
- Wilhelm Kettler, duca lettone (Mitau, n. 1574 - Kucklow, † 1640)
- Wilhelm Kusserow, tedesco (Bochum, n. 1914 - Münster, † 1940)
- Wilhelm Marr, tedesco (Magdeburgo, n. 1819 - Amburgo, † 1904)